# Subago
Subago ist eine historische Befestigungsanlage im osttimoresischen Verwaltungsamt Ainaro (Gemeinde Ainaro), nahe der gleichnamigen Stadt. Im Portugiesischen werden solche Anlagen als Tranqueira (deutsch Deckung, Verschanzung) bezeichnet.
Die Tranqueira liegt in der Aldeia Sebagulau, südlich des Dorfes Sebagulau auf einer Meereshöhe von 1029 m. Die Archäologinnen Sue O’Connor, Sally Brockwell und Sandra Pannell beschrieben Subago wissenschaftlich erstmals im Mai 2010. Nach Angaben des einheimischen Führers Mateus Anaral, der den Wissenschaftlerinnen die Anlage zeigte, standen innerhalb der Steinmauern früher Häuser. Anarals Großeltern wurden noch in dieser Siedlung geboren.
Heute sind neben dicken Mauern an der Südseite der Anlage noch mehrere Steinaltäre erkennbar. Die Anlage hatte nur einen Zugang. An einem von ihnen wurde früher zur Erntezeit um eine reiche Ernte gebetet.